# Yolanda Gil
Yolanda Gil (Madrid) es una científica informática española especializada en la extracción de conocimiento y en los sistemas de conocimiento en la Universidad del Sur de California (USC).Fue presidenta del grupo de inteligencia artificial de la Association for Computing Machinery (ACM) y presidenta de la American Association for Artificial Intelligence (AAAI). 

## Trayectoria
Gil nació en Madridy en 1985 obtuvo una licenciatura en Ciencias de la Computación de la Universidad Politécnica de Madrid. Realizó sus estudios de posgrado en ciencias de la computación con foco en la inteligencia artificial en la Universidad Carnegie Mellon, donde obtuvo su Ph.D. en 1992. Su tesis fue supervisada por Jaime Carbonell.
Gil centró su investigación en inteligencia artificial, interfaces de usuario, ingeniería del Conocimiento, flujos de trabajo científicos y en la web Semántica. 
En 1992, Gil se unió a la Universidad del Sur de California como investigadora científica en el Instituto de Ciencias de la Información.En la USC fue profesora de investigación en ciencias de la computación y ciencias espaciales, directora de tecnologías del conocimiento en el Instituto de Ciencias de la Información, y directora del Center for Knowledge-Powered Interdisciplinary Data en la Escuela de Ingeniería Viterbi de la USC.

## Reconocimientos
Gil fue presidenta de 2010 a 2016 de SIGAI, el Grupo de Interés Especial de la Association for Computing Machinery sobre Inteligencia Artificial por dos períodos, de 2010 a 2016. De 2018 a 2020 fue la vigesimocuarta presidenta de la American Association for Artificial Intelligence.
En 2012, Gil fue nombrada académica de la Association for Computing Machineryy en 2016 de la American Association for Artificial Intelligence «por su liderazgo en el avance del uso de la inteligencia artificial en apoyo de ciencia y para el servicio a la comunidad».
En 2022, recibió el premio M. Lee Allison Award por sus aportaciones en geoinformática y ciencia de datos.